# Eparchia di Orël

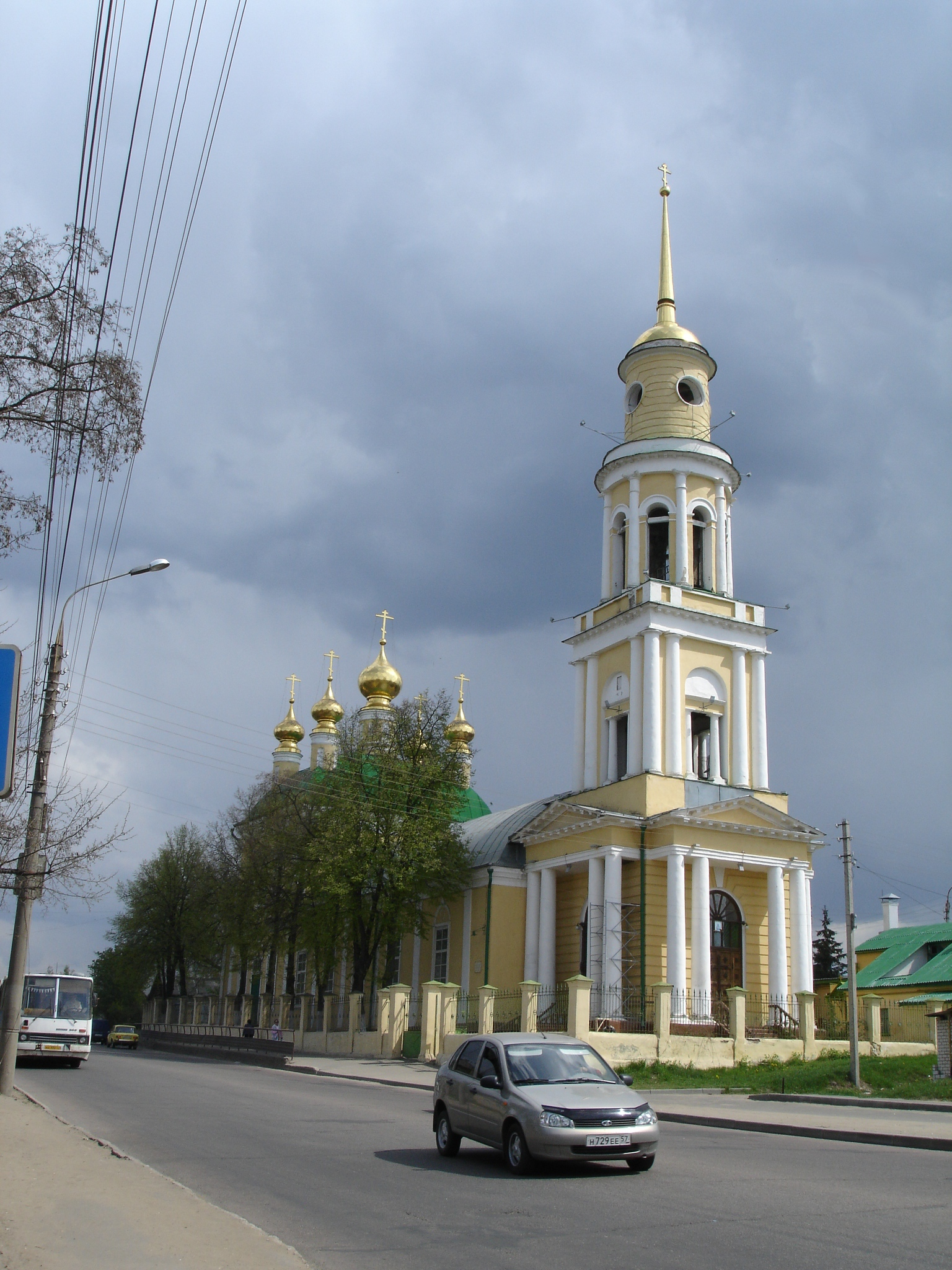
La cattedrale dell'icona della Madre di Dio di Ochtyrka a Orël.

L'eparchia di Orël (in russo Орловская епархия?) è una diocesi della Chiesa ortodossa russa, appartenente alla metropolia di Orël.

## Territorio
L'eparchia comprende la parte occidentale della oblast' di Orël nel circondario federale centrale.
Sede eparchiale è la città di Orël, dove si trova la cattedrale dell'icona della Madre di Dio di Ochtyrka.
L'eparca ha il titolo ufficiale di «metropolita di Orël e di Bolchov».

## Storia
L'eparchia è stata eretta dopo il 1788.
Il 25 luglio 2014 ha ceduto una porzione del proprio territorio a vantaggio dell'erezione dell'eparchia di Livny e contestualmente è entrata a far parte della metropolia di Orël.